# Lisa Edmonds
Lisa Edmonds (nacida el 5 de junio de 1967 en Hertfordshire, Inglaterra), de soltera Lisa O'Nion, es una exjugadora de australiana de baloncesto en silla de ruedas. Fue parte del equipo nacional femenino de baloncesto en silla de ruedas de Australia que ganó la medalla de plata, en los Juegos Paralímpicos de Sídney 2000. Se retiró del baloncesto en silla de ruedas de competición en 2013 y es considerada una de las pioneras del juego femenino en Australia.

## Baloncesto en silla de ruedas

### Carrera
A la edad de 20 años, Craig Jarvis, un oficial de Deportes y Recreación de la Unidad de Lesiones de la Médula Espinal del Hospital Príncipe de Gales, introdujo a Edmonds en el baloncesto en silla de ruedas. Declaró que: «Salí del hospital, compré una pelota de baloncesto y me empujé por la calle tratando de rebotar la pelota. Me encantó el desafío y el hecho de ser activa». O'Nion fue parte del nacimiento del baloncesto femenino en silla de ruedas en Australia. En 1989, fue miembro del campo de entrenamiento/selección del primer equipo nacional femenino, ahora conocido como los Gliders. Este campamento fue organizado por Susan Hobbs. Jugó 104 partidos con Australia entre 1989 y 2002 y representó a Australia en tres Juegos Paralímpicos.[4] Fue capitana del equipo nacional en 2002.
O'Nion jugó para los North Sydney Bears (ahora Stacks Goudkamp Bears) en la Liga Nacional de Baloncesto Femenino en Silla de Ruedas desde su creación en 2000. Fue nombrada en el All Star Five de la Liga durante cuatro años consecutivos, de 2000 a 2003. Se retiró de la competición de baloncesto en silla de ruedas en septiembre de 2013. Sobre su retiro comentó: «Si empiezas a jugar al baloncesto en silla de ruedas y te enamoras de él y quieres ser lo mejor que puedas ser, tienes que vivirlo, respirarlo, soñarlo y hacer del baloncesto algo sin lo que no puedas estar, ¡y en algunos casos la silla de ruedas!».

## Resumen representativo
Al retirarse en septiembre de 2013, la carrera de O'Nion como representante de Australia se extendió de 1989 a 2002. Jugó para Australia 44 veces en competiciones internacionales oficiales y 60 veces en otras competiciones internacionales.
| Año  | Evento                                                                 | n.º de juegos |
| ---- | ---------------------------------------------------------------------- | ------------- |
| 1989 | Juegos FESPIC, Kobe, Japón                                             | 4             |
| 1990 | Campeonato del Mundo, St. Etienne, Francia                             | 5             |
| 1992 | Torneo Neerlandés                                                      | 5             |
| 1992 | IWBF Paralympic Qualifier - Stoke, Inglaterra                          | 5             |
| 1992 | Torneo Neerlandés                                                      | 5             |
| 1992 | Juegos Paralímpicos de Barcelona 1992                                  | 5             |
| 1994 | Wheelchair Basketball World Championship, Stoke Mandeville, Inglaterra | 5             |
| 1995 | Torneo Alemán                                                          | 5             |
| 1996 | Edmonton/Toronto Tournaments                                           | 8             |
| 1996 | Juegos Paralímpicos de Atlanta 1996, Estados Unidos                    | 5             |
| 1998 | Torneo Neerlandés                                                      | 5             |
| 1998 | Wheelchair Basketball World Championship, Sídney, Australia            | 5             |
| 1999 | United States Series                                                   | 5             |
| 1999 | Osaka Cup, Japón                                                       | 6             |
| 2000 | SLAM Series Paralympic Test Event                                      | 5             |
| 2000 | Roosevelt Cup, Warm Springs, Estados Unidos                            | 4             |
| 2000 | Juegos Paralímpicos de Sídney 2000, Sídney, Australia                  | 5             |
| 2002 | Torneo Japonés                                                         | 4             |
| 2002 | Roosevelt Cup, Warm Springs, Estados Unidos                            | 4             |
| 2002 | Tournament, Alabama, Estados Unidos                                    | 4             |
| 2002 | Wheelchair Basketball World Championship, Kitakyushu, Japón            | 5             |

## Educación
En Inglaterra asistió a la Escuela Primaria Woodlands y a Nicholas Hawksmoor. En 2008, completó un Diploma Avanzado de Gestión de Eventos (TAFE).